# Campeonato Mundial de Snowboard de 2021 - Slopestyle feminino
A prova do slopestyle feminino do Campeonato Mundial de Snowboard de 2021 ocorreu nos dias 10 de março e 12 de março em Aspen nos Estados Unidos. 

## Medalhistas
| Ouro                       | Prata                | Bronze           |
| Zoi Sadowski-Synnott (NZL) | Jamie Anderson (USA) | Tess Coady (AUS) |

## Resultados

### Qualificação
Um total de 29 snowboarders participaram da competição.  A prova ocorreu no dia 10 de março com início às 10:45.  As 8 melhores avançaram para a fase final.
| Colocação | Bib | Ordem de descida | Nome                 | Nacionalidade  | Descida 1 | Descida 2 | Melhor | Notas |
| --------- | --- | ---------------- | -------------------- | -------------- | --------- | --------- | ------ | ----- |
| 1         | 2   | 5                | Zoi Sadowski-Synnott | Nova Zelândia  | 66.75     | 94.50     | 94.50  | Q     |
| 2         | 1   | 2                | Jamie Anderson       | Estados Unidos | 31.00     | 90.75     | 90.75  | Q     |
| 3         | 4   | 9                | Tess Coady           | Austrália      | 85.50     | 89.75     | 89.75  | Q     |
| 4         | 21  | 23               | Enni Rukajärvi       | Finlândia      | 89.50     | 9.25      | 89.50  | Q     |
| 5         | 7   | 7                | Anna Gasser          | Áustria        | 78.75     | 89.25     | 89.25  | Q     |
| 6         | 9   | 8                | Kokomo Murase        | Japão          | 84.75     | 6.75      | 84.75  | Q     |
| 7         | 16  | 13               | Annika Morgan        | Alemanha       | 59.00     | 81.25     | 81.25  | Q     |
| 8         | 22  | 24               | Cool Wakushima       | Nova Zelândia  | 79.75     | 16.75     | 79.75  | Q     |
| 9         | 19  | 17               | Loranne Smans        | Bélgica        | 79.25     | 22.25     | 79.25  |       |
| 10        | 10  | 10               | Melissa Peperkamp    | Países Baixos  | 76.75     | 9.50      | 76.75  |       |
| 11        | 6   | 6                | Katie Ormerod        | Reino Unido    | 74.25     | 22.25     | 74.25  |       |
| 12        | 3   | 1                | Laurie Blouin        | Canadá         | 53.00     | 74.00     | 74.00  |       |
| 13        | 14  | 20               | Brooke Voigt         | Canadá         | 70.25     | 27.00     | 70.25  |       |
| 14        | 29  | 26               | María Hidalgo        | Espanha        | 63.00     | 65.75     | 65.75  |       |
| 15        | 15  | 15               | Hailey Langland      | Estados Unidos | 64.75     | 59.25     | 64.75  |       |
| 16        | 11  | 4                | Hanne Eilertsen      | Noruega        | 13.00     | 63.75     | 63.75  |       |
| 17        | 48  | 27               | Jade Thurgood        | Estados Unidos | 46.50     | 59.00     | 59.00  |       |
| 18        | 20  | 28               | Ty Schnorrbusch      | Estados Unidos | 27.75     | 55.50     | 55.50  |       |
| 19        | 28  | 16               | Klaudia Medlová      | Eslováquia     | 46.75     | 34.00     | 46.75  |       |
| 20        | 12  | 14               | Reira Iwabuchi       | Japão          | 14.00     | 46.25     | 46.25  |       |
| 21        | 27  | 25               | Terra Traub          | Taipé Chinesa  | 26.50     | 38.50     | 38.50  |       |
| 22        | 25  | 21               | Jasmine Baird        | Canadá         | 33.25     | 30.00     | 33.25  |       |
| 23        | 8   | 3                | Evy Poppe            | Bélgica        | 25.25     | 22.50     | 25.25  |       |
| 24        | 17  | 19               | Lucile Lefevre       | França         | 12.75     | 23.00     | 23.00  |       |
| 25        | 30  | 29               | Lea Jugovac          | Croácia        | 9.25      | 21.00     | 21.00  |       |
| 26        | 23  | 11               | Šárka Pančochová     | Chéquia        | 8.50      | 15.25     | 15.25  |       |
| 27        | 24  | 18               | Miyabi Onitsuka      | Japão          | 8.00      | 5.25      | 8.00   |       |
| 28        | 13  | 12               | Sommer Gendron       | Canadá         | DNS       | DNS       | DNS    | DNS   |
| 28        | 18  | 22               | Hinari Asanuma       | Japão          | DNS       | DNS       | DNS    | DNS   |

### Final
A final foi iniciada no dia 12 de março às 09h30. 
| Colocação         | Bib | Ordem de descida | Nome                 | Nacionalidade  | Descida 1 | Descida 2 | Descida 3 | Melhor |
| ----------------- | --- | ---------------- | -------------------- | -------------- | --------- | --------- | --------- | ------ |
| Medalha de ouro   | 2   | 8                | Zoi Sadowski-Synnott | Nova Zelândia  | 28.56     | 47.06     | 85.95     | 85.95  |
| Medalha de prata  | 1   | 7                | Jamie Anderson       | Estados Unidos | 81.10     | 58.96     | 77.51     | 81.10  |
| Medalha de bronze | 4   | 6                | Tess Coady           | Austrália      | 73.06     | 78.13     | 74.56     | 78.13  |
| 4                 | 21  | 5                | Enni Rukajärvi       | Finlândia      | 51.21     | 55.00     | 77.90     | 77.90  |
| 5                 | 9   | 3                | Kokomo Murase        | Japão          | 31.00     | 74.11     | 77.08     | 77.08  |
| 6                 | 7   | 4                | Anna Gasser          | Áustria        | 36.01     | 74.05     | 76.96     | 76.96  |
| 7                 | 16  | 2                | Annika Morgan        | Alemanha       | 41.03     | 70.16     | 36.68     | 70.16  |
| 8                 | 22  | 1                | Cool Wakushima       | Nova Zelândia  | 42.16     | 59.61     | 67.81     | 67.81  |

Legenda
| Recorde mundial       | Recorde mundial (World record)               |                       | Recorde africano                      | Recorde africano (African) |                                           | Q | Classificado por posição (Qualified) |
| Recorde do campeonato | Recorde do campeonato (Championship record)  | Recorde da América    | Recorde da América (Americas)         | q                          | Classificado por melhor tempo (Qualified) |   |                                      |
| Melhor marca do ano   | Melhor marca do ano (World leading)          | Recorde asiático      | Recorde asiático (Asian)              | DNS                        | Não largou (Did not start)                |   |                                      |
| Recorde nacional      | Recorde nacional (National record)           | Recorde europeu       | Recorde europeu (European)            | DNF                        | Não terminou (Did not finish)             |   |                                      |
| Recorde pessoal       | Recorde pessoal do atleta (Personal best)    | Recorde da Oceania    | Recorde da Oceania (Oceania)          | DSQ / DQ                   | Desclassificado (Disqualified)            |   |                                      |
| Recorde da temporada  | Recorde da temporada do atleta (Season best) | Recorde sul-americano | Recorde sul-americano (South America) | NM                         | Sem marca (No mark)                       |   |                                      |